# Alemannia Aachen
Alemannia Aachen este un club de fotbal din Aachen , Germania care evoluează în  3. Liga.